# Portland and Ogdensburg Railway

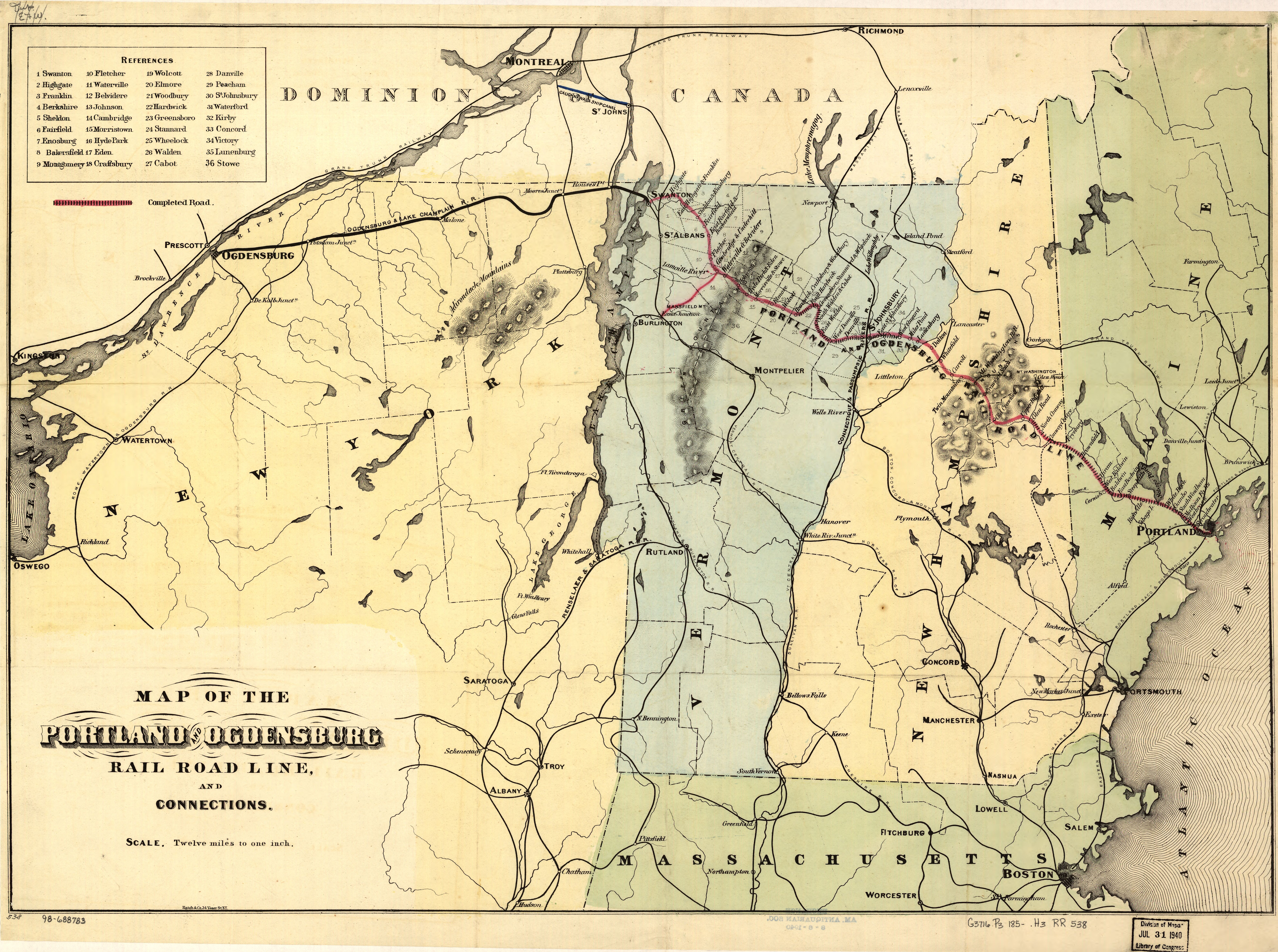
Karte der P&O, ca. 1872

Die Portland and Ogdensburg Railway (P&O, offiziell auch „The Portland and Ogdensburg Railway“) ist eine ehemalige Eisenbahngesellschaft im Nordosten der Vereinigten Staaten. Sie wurde am 11. Februar 1867 als „Portland and Ogdensburg Railroad“ in Maine und New Hampshire gegründet und sollte die Städte Portland (Maine) und Ogdensburg (New York) verbinden. In Vermont bestanden bereits drei Eisenbahngesellschaften, die die P&O am 7. August 1875 übernahm.
Die Essex County Railroad wurde 1864 gegründet und eröffnete bis 1871 die Strecke St. Johnsbury–West Concord. Der Abschnitt bis zur Grenze nach New Hampshire bei Lunenburg wurde erst Mitte der 1870er Jahre eröffnet. Insgesamt hatte die Strecke eine Länge von etwa 34 Kilometern.
Die Montpelier and St. Johnsbury Railroad wurde 1866 gegründet und sollte ursprünglich St. Johnsbury mit der Stadt Montpelier verbinden. 1872 bestand der 24 Kilometer lange Abschnitt bis West Danville. Der Rest der geplanten Strecke wurde nie gebaut.
In West Danville schloss die 1867 gegründete Lamoille Valley Railroad an, die die Strecke bis Swanton bauen wollte. Bis 1872 eröffnete die Gesellschaft die Strecke bis South Hardwich. Der restliche Abschnitt der 135 Kilometer langen Strecke wurde erst 1877 durch die Portland & Ogdensburg in Betrieb genommen.

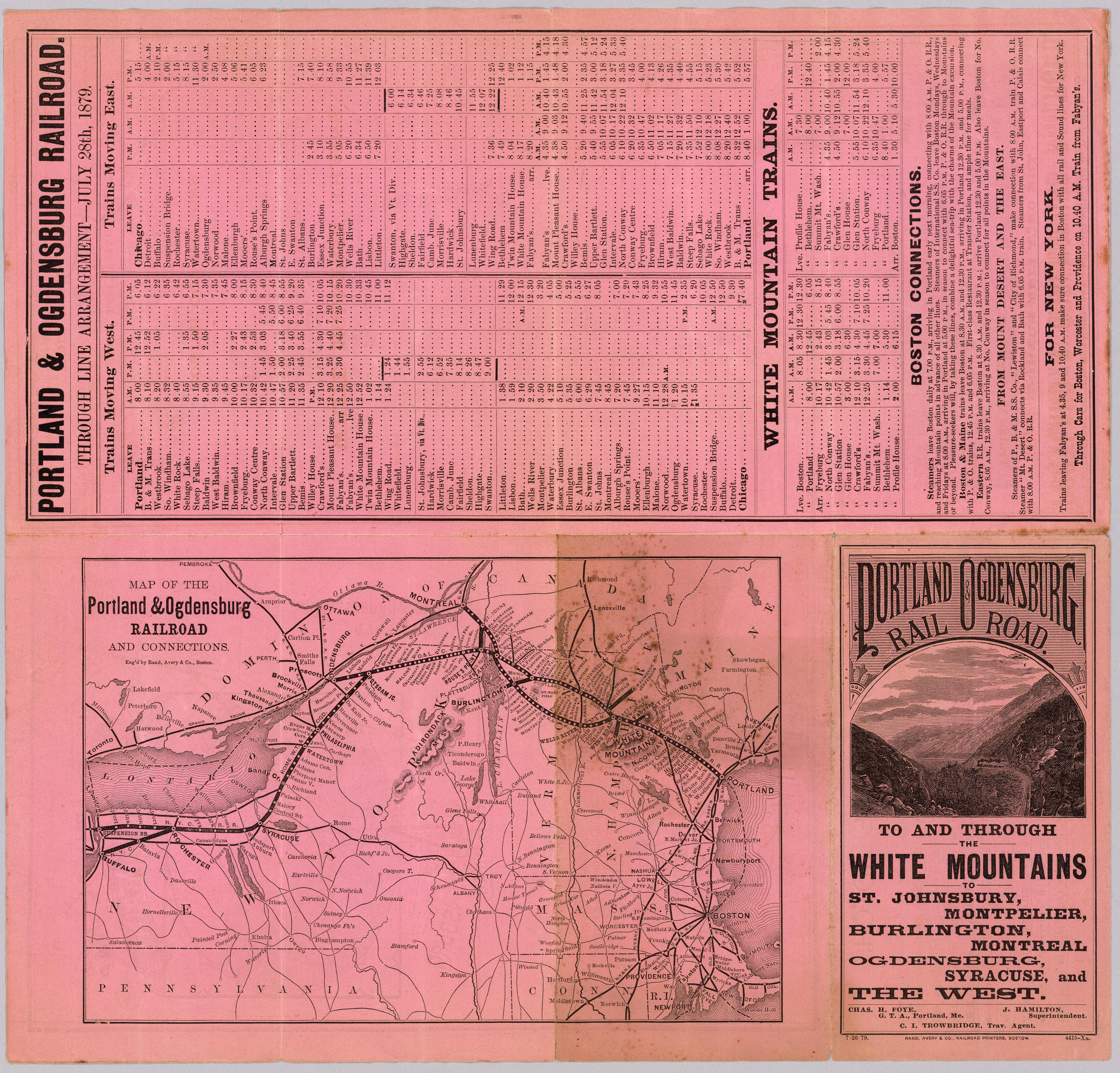
Fahrplan und Karte der P&O von 1879

Die Bahnstrecke Portland–Lunenburg wurde abschnittsweise eröffnet. Dabei waren die White Mountains am 594 m hohen Crawford Notch mit einer maximalen Steigung von bis zu 3,5 Prozent zu überqueren. Mit der Boston, Concord and Montreal Railroad schloss man einen Vertrag über das Mitbenutzungsrecht der Strecke Wing Road–Fabyan, die sie im Juli 1874 eröffnet hatte. Der Lückenschluss bis Lunenburg wurde Ende 1875 in Betrieb genommen. Somit war ab 1877 die gesamte knapp 370 Kilometer lange Strecke Portland ME–Swanton VT befahrbar. Als Spurweite wählte man die Normalspur (1435 mm).
Nach finanziellen Schwierigkeiten wurde am 31. Januar 1880 die „Vermont Division“ (Abschnitt Lunenburg NH–Swanton VT) als „St. Johnsbury and Lake Champlain Railroad“ (StJ&LC) ausgegliedert. Der Rest firmierte ab 8. Juni 1886 als „Portland and Ogdensburg Railway“. Die Maine Central Railroad leaste am 20. August 1888 zunächst diese Gesellschaft, ab Juli 1912 jedoch auch den Abschnitt St. Johnsbury - Lunenburg der StJ&LC. Am 1. August 1927 wurde dieser Leasingvertrag wieder aufgehoben und die Canadian Pacific Railway leaste nun diesen Streckenabschnitt. 1943 erwarb die Maine Central Railroad die geleasten Strecken endgültig und gliederte sie in ihr Netz ein.
Ab Juni 1984 betrieb die Twin State Railroad den Abschnitt Whitefield NH–St. Johnsbury VT, ab Oktober 1999 nur noch gelegentlich den in Vermont liegenden Abschnitt. Die Strecke ist heute weitgehend stillgelegt, lediglich die Abschnitte Portland ME–Cumberland Mills ME (Pan Am Railways) und Whitefield NH–Lunenburg NH (New Hampshire Central Railroad) werden noch regelmäßig betrieben. Auf dem Abschnitt Intervale Junction NH–Fabyan NH über die White Mountains und den Crawford Notch fahren Touristikzüge der Conway Scenic Railroad.